# Derby aérien

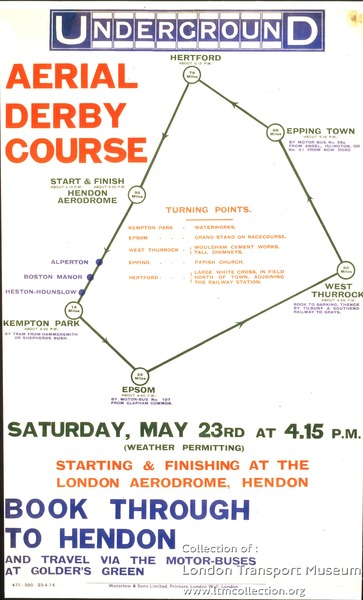
Affiche du derby aérien de 1914

Le Derby Aérien (Aerial Derby en anglais) est une course aérienne disputée autour de Londres entre 1912 et 1923. L'épreuve était organisée initialement par le Royal Aero Club avec l'aide de la firme Grahame-White, installée sur l'aérodrome de Hendon qui servait de point de départ et d'arrivée. Les prix étaient offerts par le journal Daily Mail et British Petroleum Co., Ltd., distributeur en Grande-Bretagne des huiles Shell.

## Premier Derby Aérien

### L'épreuve
La première édition s'est déroulée le 8 juin 1912 sur un circuit de 130 km, partant de Hendon pour passer par Kempton Park, l'hippodrome de Sandown Park, Russell Hill, Epping, High Barnet et revenir à Hendon.
Le Daily Mail offrait une coupe en or et 250 Livres Sterling au premier, les suivants se partageant 200 £. La Grahame-White Company, qui mettait à disposition des concurrents ses installations sur l'aérodrome de Hendon, offrait un prix de 50 £ au premier biplan. L’épreuve doit être précédée d’une course de vitesse à handicap dotée d’une coupe en argent, la Coupe Shell, et 100 £ de prix offerts par British Petroleum Co., Ltd. et des démonstrations en vol étaient prévues pendant et après la course.

### Les concurrents
15 aviateurs se sont engagés:

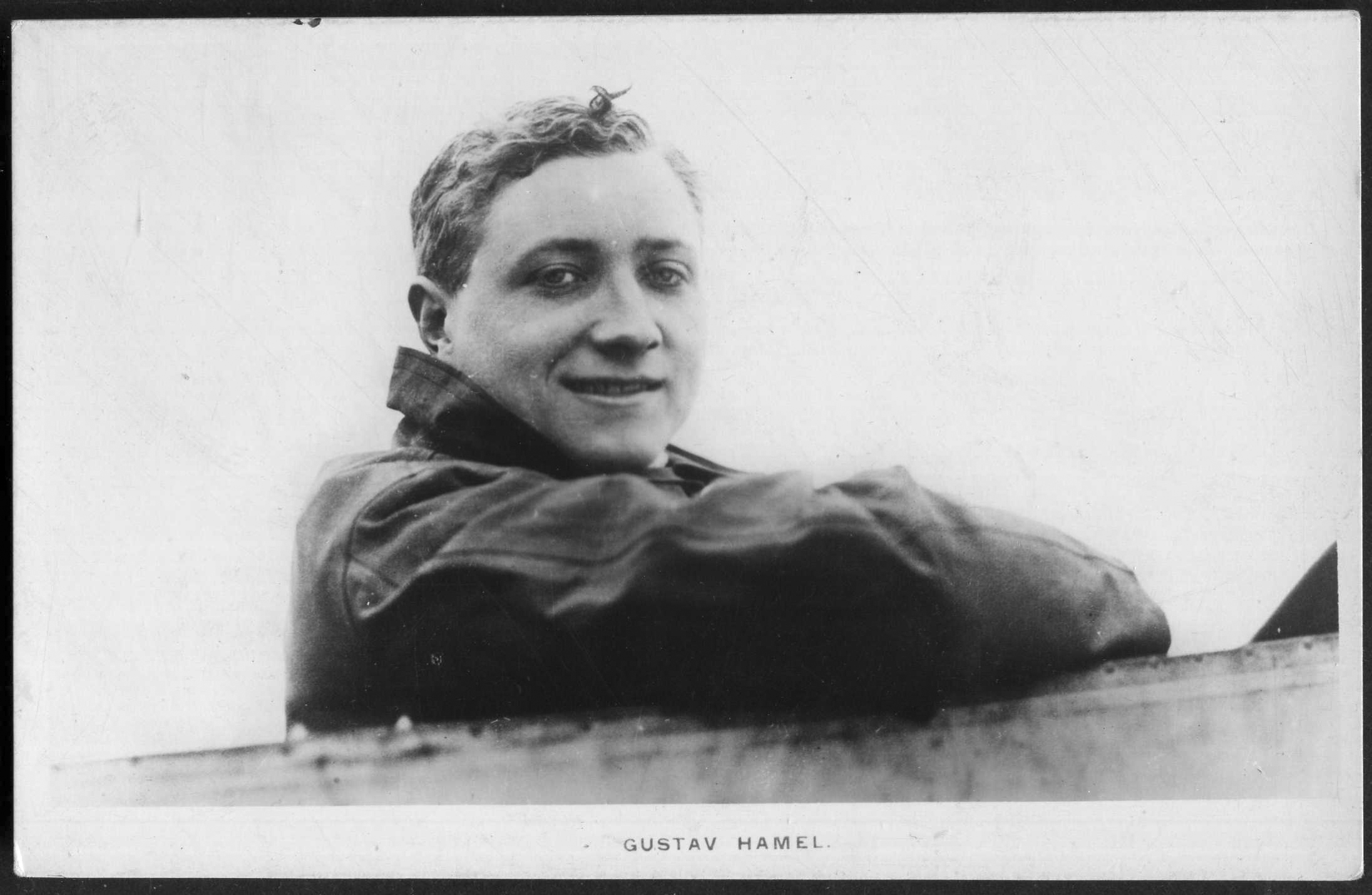
Gustav Hamel en 1913

- Gordon Bell sur monoplan Blériot à moteur Gnome de 50 ch.
- S.F.Cody sur biplan Cody à moteur Green de 60 ch.
- Gustav Hamel sur monoplan Blériot à moteur Gnome de 50 ch.
- B.C. Hucks sur monoplan Blériot à moteur Gnome de 50 ch.
- Maurice Guillaux sur monoplan Caudron à moteur Anzani de 45 ch.
- Lt Walter Lawrence sur monoplan Blackburn à moteur Green de 60 ch.
- W. Moineau sur biplan Breguet à moteur Gnome de 100 ch.
- W.B.R. Moorhouse sur monoplan Radley-Moorhouse à moteur Gnome de 50 ch.
- Jules Nardini sur monoplan Deperdussin à moteur Gnome de 50 ch.
- Lt John C. Porte sur monoplan Deperdussin à moteur Anzani de 60 ch.
- S.V. Sippe sur monoplan Hanriot à moteur Gnome de 50 ch.
- Thomas Sopwith sur monoplan Blériot à moteur Gnome de 70 ch.
- Lewis Turner sur biplan Grahame-White à moteur Gnome de 50 ch.
- James Valentine sur monoplan Bristol à moteur Gnome de 50 ch.
- Pierre Verrier sur biplan Maurice Farman à moteur Renault de 70 ch.

On note donc que 11 engagés volent sur monoplans et 10 moteurs sont des Gnome.

### La coupe Shell
6 pilotes se sont engagés: Hamel, Turner, Verrier, Cody, Sopwith et Fred D. Raynham sur un biplan Wright à moteur ABC. Ce dernier, qui ne participe pas au Derby, remporte la première éliminatoire en battant battant Turner de 35 secondes, talonné par Verrier à 6 secondes. La seconde course devait opposer Cody, Hamel et Thomas Sopwith, mais Hamel ne prit pas le départ et Sopwith abandonna avant l’arrivée. La finale est remportée par Raynham, battant à nouveau Turner de 53 secondes.

### Une course mouvementée
Sippe est le premier à décoller, avec 20 minutes de retard et un moteur qui ne tourne pas rond. De minute en minute s'envolèrent ensuite Thomas Sopwith, Hamel avec une passagère, Mlle Trehawke Davies, Verrier avec un passager, le photographe Ivor Castle, Moorhouse, Guillaux et Valentine. Cody renonça à prendre le départ, estimant que ses 60 ch ne lui permettrait pas de battre le Maurice Farman de Verrier, seul biplan sur la ligne de départ. Nardini, qui n’a pu décoller de Douvres dans les temps, a abandonné son Deperdussin en feu près de Chatham. Moineau, qui devait arriver directement de France, n’a pas franchi la Manche. Le Lt Porte est arrivé à Hendon après la fin de la course et B.C. Hucks a endommagé les pneus de son Nieuport durant un vol d’entrainement avant la course. Les autres concurrents, présents, n’ont pas lancé leur moteur.
4 concurrents seulement devaient terminer la course. Thomas Sopwith, qui franchit le premier la ligne, fut dans un premier temps, disqualifié pour être passé du mauvais côté de la balise à Purley. Il fut par la suite reconnu une erreur d'appréciation des commissaires. Une dizaine de minutes plus tard les spectateurs présents à Hendon entendirent le moteur de Guillaux, qui ne parvint pas à franchir la ligne par manque de carburant. C’est donc Hamel qui remporta l'épreuve en passant la ligne d’arrivée à 18 h 18. Moorhouse, qui s’est égaré après la balise de Purley, devait se poser une demi-heure plus tard et Valentine, qui avait connu la même infortune à Epsom, atterrit à 19h 10.
Sippe a dû se poser à Hounslow pour régler son moteur. Parvenu à repartir, il a passé la balise de Kempton Park en troisième position, puis s'est égaré. Ayant retrouvé la bonne direction en apercevant le monoplan de Hamel, il tenta de le rattraper, mais fut à nouveau victime d’une panne de moteur. Décollant à nouveau, il fut finalement contraint à un nouvel atterrissage de fortune fatal à son train d’atterrissage. Verrier enfin s’est complètement égaré, est allé jusqu’à la côte, s’est posé à Hounslow pour demander son chemin, et a regagné Hendon malgré un brouillard de plus en plus épais, après 3h30 de vol.

### Classement[3]
- 1er T.O.M. Sopwith (1 h 23 min 8 s) à 94.18 km/h.
- 1e G. W. Hamel (1 h 38 min 46 s)
- 2e W. Moorhouse (2 h 22 s)
- 3e J Valentine (2 h 26 min 39 s)

## Second Derby Aérien

### L'épreuve
La seconde édition aurait dû être disputée le 14 juin 1913 mais les autorités britanniques refusèrent les autorisations de survol de certains secteurs. Après intervention du Royal Aero Club, la course put être organisée le 20 septembre 1913, avec un tracé modifié. Le journal Daily Mail offrait au vainqueur une coupe en or et 100 Livres Sterling, le second devant recevoir 75 £ et le troisième 25 £. La Coupe Shell et 200 £ de prix devaient récompenser une course à handicap disputée conjointement à l'épreuve principale, ce qui devait théoriquement attirer un nombre plus important de candidats.
Les concurrents devaient couvrir 152 km autour de Londres. Partant de Hendon, le circuit passait par Kempton Park et le champ de courses d’Epsom au sud de la capitale, avant de remonter vers West Thurrock à l’est, Epping et Hertford au nord, et revenir à Hendon.

### Les concurrents
15 concurrents avaient confirmé leur engagement la veille de l'épreuve et reçu des numéros de course:
- No 1 : Louis Noel sur biplan Grahame-White (en) à moteur Austro-Daimler de 120 ch.
- No 3 : E. Baumann sur biplan Caudron à moteur Anzani de 60 ch.
- No 4 : G. Lee Temple sur monoplan Blériot à moteur Gnome de 50 ch.
- No 5 : Pierre Verrier sur biplan Henry Farman à moteur Gnome de 80 ch.
- No 6 : W.L. Brock sur monoplan Blériot à moteur Gnome de 80 ch.
- No 7 : B.C. Hucks sur monoplan Blériot à moteur Gnome de 80 ch.
- No 8 : Fred. P.Raynham sur biplan Avro à moteur Gnome de 80 ch.
- No 9 : H.Hawker sur biplan Sopwith à moteur Gnome de 80 ch.
- No 10 : P.Marty sur monoplan Morane-Saulnier à moteur Le Rhône de 50 ch.
- No 11 : Robert B. Slack sur monoplan Morane-Saulnier à moteur Le Rhône de 80 ch.
- No 12 : H. Barnwell sur monoplan Martin Handasyde (en) à moteur Austro-Daimler de 120 ch.
- No 13 : Lt. John C. Porte sur monoplan Deperdussin à moteur Anzani de 110 ch.
- No 14 : Jules Nardini sur monoplan Caudron à moteur Anzani de 45 ch.
- No 15 : Gustav Hamel sur monoplan Morane-Saulnier à moteur Gnome de 80 ch.

On notait donc à nouveau une majorité de monoplans et une forte proportion de moteurs Gnome, principalement de 80 ch. Sopwith, qui a remporté le premier Derby, participe au second comme constructeur.

### La course
Les deux petites cylindrées (Le Blériot No 4 et le monoplan Caudron No 14, celui-là même qui avait échoué de peu l'année précédente) ne se présentèrent pas sur la ligne de départ et Louis Noel dut renoncer, le moteur Austro-Daimler récemment installé sur le gros biplan Grahame-White (en) ne tournant pas régulièrement. Il effectuera un vol de démonstration pour le public de Hendon durant la course. 11 concurrents prirent donc l’air à une minute d’intervalle.
Gustav Hamel, qui avait fait ramener l’envergure de son monoplan de 9,30 à 6,10 m avant l’épreuve, passa le premier la ligne d'arrivée, suivi de Barnwell à 55 secondes. Les biplans Avro et Sopwith arrivent au coude à coude, mais le second ayant décollé une minute plus tard il se classe troisième avec un écart de 37 secondes. Suivirent les deux Blériot, puis Marty et Verrier. Baumann dut se poser près de Kempton sur panne moteur. Le Lt Porte connut une curieuse mésaventure qui l'empêcha de terminer l'épreuve : ayant des difficultés avec son compas, il se posa à 5 km d’Epping pour vérifier sa navigation. Alors qu’il s’apprêtait à redécoller, les personnes accourues et priées de maintenir l’appareil pendant que le pilote lançait son moteur lâchent le monoplan. Celui-ci se mit à rouler seul, son pilote accroché à une aile, qui finit par céder.
La course avait donc été palpitante. 30 minutes seulement (temps de vol réel) séparaient le premier du dernier. L’épreuve n’avait connu aucun accident. Malheureusement, durant les démonstrations aériennes qui suivirent l'épreuve, un biplan Champel piloté par Sydney Pickles fait une chute inexpliquée de d’une vingtaine de mètres. Le pilote s’en tirera avec une fracture de la jambe, mais sa passagère, l’aviatrice C. de Beauvoir Stocks, ne put être ranimée.

### Classement[7]
- 1er Gustav Hamel à 122 km/h (1 h 15 min 49 s)
- 2e H.Barnwell (1 h 18 min 44 s)
- 3e H.Hawker (1 h 25 min 44 s)
- 4e F.P. Raynham (1 h 26 min 1 s)
- 5e R.Slack (1 h 29 min 59 s)
- 6e B.C.Hucks (1 h 30 min 53 s)
- 7e W.L. Brock (1 h 32 min 29 s)
- 8e P. Marty (1 h 31 min 51 s)
- 9e P. Verrier (1 h 45 min 7 s)

La Coupe Shell revenait à B.C. Hucks, devant H. Barnwell et W.L. Brock.

## Troisième Derby Aérien

### L'épreuve
La troisième édition devait se dérouler le 23 mai 1914, sur le même circuit qu’en 1913. Elle était dotée d’une coupe en or offerte par le Daily Mail et d’un prix de 250 £ offert par British Petroleum Co., Ltd. au plus rapide. Comme l’année précédente, la Coupe Shell était une épreuve à handicap organisée dans la course, dotée d'une coupe et 100 £ au premier, 75 £ au second et 25 £ au troisième. L’épreuve fut ajournée en raison du mauvais temps et reportée au 6 juin.

### Les concurrents[9]
Le report de l'épreuve n'a pas entrainé le report de toutes les inscriptions enregistrées pour le 23 mai mais le nombre de participants est inchangé. On compte 21 pilotes de 5 nationalités :
- No 1 : Filip Bjorkland (Suède) sur le monoplan Blériot à moteur Gnome de 50 ch utilisé par Moorhouse pour la première édition (3e).
- No 2 : W. Birchenough (Grande-Bretagne) sur biplan Maurice Farman à moteur Renault de 70 ch.
- No 3 : R.H. Carr (Grande-Bretagne) sur biplan Grahame-White (en) Lizzie à moteur Gnome de 50 ch.
- No 4 : M. Zubiaga (Espagne) sur biplan Caudron à moteur Gnome de 60 ch.
- No 5 : Louis Noel (France) sur biplan Henry Farman à moteur Le Rhône de 80 ch.
- No 6 : Pierre Verrier (France) sur biplan Henry Farman à moteur Gnome de 80 ch.
- No 7 : J. Blatherwick (Grande-Bretagne) sur biplan Martinsyde à moteur Antoinette de 65 ch.
- No 8 : L.A. Strange (Grande-Bretagne) sur monoplan Blériot à moteur Gnome de 80 ch.
- No 9 : Jack Alcock (Grande-Bretagne) sur biplan Maurice Farman à moteur Sunbeam de 100 ch.
- No 10 : W.R. Ding (Grande-Bretagne) sur biplan Handley-Page à moteur Anzani de 100 ch.
- No 11 : F. Goodden (Grande-Bretagne) sur monoplan Morane-Saulnier à moteur Gnome de 80 ch.
- No 12 : W.L. Brock (États-Unis) sur monoplan Morane-Saulnier à moteur Gnome de 80 ch.
- No 13 : ? sur biplan Morane-Saulnier à moteur Gnome de 80 ch.
- No 14 : Lord Carbery (Grande-Bretagne) sur monoplan Morane-Saulnier à moteur Le Rhône de 80 ch.
- No 15 : Harold Blackburn (Grande-Bretagne) sur biplan Avro 504 à moteur Gnome de 80 ch.
- No 16 : R.H. Barnwell (Grande-Bretagne) sur biplan Vickers à moteur Gnome de 100 ch.
- No 17 : V. Waterfall (Grande-Bretagne) sur monoplan Martinsyde à moteur Austro-Daimler de 120 ch.
- No 18 : ? sur biplan Sopwith Tabloid à moteur Gnome de 80 ch.
- No 19 : S.V. Sippe (Grande-Bretagne) sur biplan Bristol à moteur Gnome de 80 ch.
- No 20 : Fred P. Raynham (Grande-Bretagne) sur biplan Avro 514 à moteur Gnome de 80 ch.
- No 21 : H. Pixton (Grande-Bretagne) sur biplan Sopwith Tabloid à moteur Gnome de 100 ch.

De nouveau, on révèle une forte proportion de moteurs Gnome, mais une majorité de biplans inscrits. Deux avions sont inscrits sans pilote et Pierre Verrier en est à sa troisième participation. Le grand absent de la course est Gustav Hamel, vainqueur de la 2e édition, qui espérait participer sur monoplan Morane-Saulnier à moteur Gnome de 160 ch, inscrit le 23 mai mais pas le 6 juin.

### La course
Nuages bas et brouillard plus ou moins épais tout le long du parcours vont rendre la course confuse et en perturber le déroulement. 11 concurrents seulement vont prendre le départ, certains changeant de monture au dernier moment : l’Avro 514 de Raynham a été accidenté à Brooklands quelques jours plus tôt, W.R. Ding ne peut pas revenir de Bath, où il effectuait des exhibitions, tout comme F.W. Goodden, les Bristol et Martinsyde ne peuvent décoller de Brooklands en raison eu mauvais temps. Le Grahame-White (en) de R.H. Carr étant retiré de la course, Carr prit le départ avec le Farman de Louis Noel, le pilote français ayant décidé de faire la course avec le Morane-Saulnier No 13 qui n’a pas de pilote. Barnwell abandonne son Vickers pour le Sopwith 100 ch, Pixton passant sur le Sopwith 80 ch.
Le départ fut finalement donné à 16h 16, les concurrents décollant à une minute d’intervalle dans l’ordre suivant : Bjorkland (Blériot), Birchenough avec un passager (M.Farman), Carr avec un passager (M.Farman), Verrier avec un passager (H.Farman), Strange (Blériot), Alcock avec un passager (M.Farman), Brock (Morane-Saulnier), Noel (Morane-Saulnier), Lord Carbery (Morane-Saulnier), Pixton (Sopwith), Barnwell (Sopwith).
Les commissaires situés à Epsom confirmeront avoir vu passer tous les concurrents à l’exception de Brichenough et Lord Carbery, mais à 15h 15 les commissaires de West Thurrock signalent que seuls Carr, Brock et Barnwell ont passé leur contrôle, dans cet ordre.
Bjorkland s'est posé sur le champ de courses d’Epsom sur panne moteur, Birchenough s'est posé à Richmond Park, Strange à West Wickham, Alcock est rentré directement à Brooklands après passage à Epsom et Pixton, qui a voulu l’imiter, a dû se poser près de Croydon. Barnwell abandonne après avoir passé West Thurrock et rentre également directement à Brooklands.
À 17h 13, le Morane No 13 de Louis Noel franchit la ligne. Le pilote, qui n’a pas vu le sol, ignore s’il a passé correctement les contrôles. Il est suivi trois minutes plus tard par Brock, qui confirme la difficulté à se repérer mais assure avoir passé tous les contrôles. Suivent Carr puis Lord Carbery qui racontera avoir dû se poser à Prufleet et Hampstead Heath pour demander sa route. Verrier ferme la marche. Noel n’ayant pas été vu par les commissaires de West Thurrock (où régnait un brouillard épais) et Hertford, il est disqualifié. Lord Carbery n’a pas franchi les contrôles de West Thurrock, Epping et Hertford, il n'est pas classé.

### Classement[11]
- 1er W. L. Brock (1 h 18 min 54 s)
- 2e R. H. Carr (1 h 46 min 27 s)
- 3e P. Verrier (1 h 49 min 50 s)
- Disqualifié Louis Noël (1 h 15 min 9 s)

La Coupe Shell fut attribuée dans le même ordre, les quatre concurrents ayant terminé l'épreuve utilisant le même moteur, un Gnome de 80 ch.

## Quatrième Derby Aérien

### L'épreuve
Première grande course aérienne disputée après la fin de la Première Guerre mondiale, l’édition 1919 fut baptisée Derby Aérien de la Victoire et disputée sur le parcours d’avant-guerre à couvrir deux fois. Le Daily Mail répondait à nouveau en offrant une coupe en or au vainqueur, qui devait également recevoir de Shell un prix de 500 Livres Sterling. Le second recevait une coupe Shell et un prix de 100 £. La désormais classique course à handicap dans la course était dotée de prix de 100, 50 et 25 £, les trois premiers concurrents recevant également un trophée.

### Les concurrents
16 concurrents, tous britanniques, confirmèrent leur engagement :
- No 1 : Clifford B. Prodger sur biplan B.A.T. Bantam à moteur A.B.C. Wasp de 170 ch.
- No 2 : Capt. P.R.T. Chamberlayne, sur biplan Grahame-White Bantam (en) à moteur Le Rhône de 80 ch.
- No 3 : Maj. C. Draper sur biplan B.A.T. F.K.27 à moteur A.B.C. Wasp II de 200 ch.
- No 4 : Lt.Col. G.L.P. Henderson sur biplan Avro 504K [H2586] à moteur Le Rhône de 110 ch.
- No 5 : Maj R.H. Carr sur biplan Grahame-White Bantam (en) à moteur Le Rhône de 80 ch.
- No 7 : Capt. G.Gathergood sur sesquiplan biplan Airco DH.4R à moteur Napier & Son Lion de 450 ch.
- No 8 : Marcus D. Manton sur biplan Airco DH.4 à moteur Rolls-Royce Eagle VIII de 375 ch.
- No 9 : Capt. H.J. Saint sur biplan Airco DH.9 triplace à moteur Siddeley Puma de 240 ch.
- No 10 : Lt. Robert Nisbet sur biplan Martinsyde F.4 Buzzard à moteur Rolls-Royce Falcon III de 275 ch.
- No 11 : Maj L.R. Tait-Cox sur biplan Nieuport Nighthawk (en) à moteur A.B.C. Dragonfly de 320 ch.
- No 12 : Maj. C.H.C. Smith sur monoplan Bristol Monoplane à moteur le Rhône de 110 ch.
- No 14 : Capt. H.A. Hammerseley sur biplan Avro Baby à moteur Green de 35 ch.
- No 15 : Lt. C. Turner sur biplan B.A.T. F.K.26 à moteur Rolls-Royce Eagle VIII de 375 ch.
- No 16 : Capt. C.R. Vaughan sur biplan B.A.T. Bantam à moteur A.B.C. Wasp de 170 ch.
- No 17 : Harry Hawker sur Sopwith Snapper (en) à moteur A.B.C. Dragonfly de 320 ch.
- No 18 : Capt. John Alcock sur Vickers Vimy Commercial à moteurs Rolls-Royce.

Il n'y a donc que trois pilotes civils engagés, mais deux pilotes militaires ont participé au Derby avant guerre (Carr et Alcock). L'Air Ministry ayant refusé d'être associé à la course, les avions sont tous des appareils civils à l'exception de l'Avro 504K No 4. Le Sopwith de Harry Hawker ne pourra participer à la course, permission lui ayant été refusée car son moteur appartenait au gouvernement. On note également un écart de puissance entre les moteurs très important, de 35 à 375 ch (on compte même un bimoteur, qui ne prendra finalement pas le départ), ce qui prouve que la course à handicap attire enfin les compétiteurs. On compte seulement deux monoplans (Bristol Monoplane et Sopwith Snapper (en)) et le DH.4R a été amputé de la quasi-totalité du plan inférieur.

### La course
Le départ fut donné à Hendon (en) le 21 juin à 15h52, 12 appareils décollant avec un intervalle de 30 secondes dans l’ordre suivant : Hamersley, Henderson, Chamberlayne et Carr, Smith, Saint, Prodger, Draper, Manton, Gathergood, Tait-Cox et Nisbet. Le premier tour de circuit vit Carr se poser à Hounslow et Prodger à Fairlop, Smith se posant à Hendon sans effectuer de second tour. La seconde boucle fut fatale à Chamberlayne, qui se posa à Epsom et à Tait-Cox qui atterrit à West Thurrock. Les sept avions à terminer l’épreuve arrivent dans l’ordre du classement.

### Classement[15]
- 1er Gathergood (208,2 km/h) en 1 h 27 min 42 s
- 2e Nisbet en 1 h 31 min 3,6 s
- 3e Manton en 1 h 36 min 41,8 s
- 4e Draper en 1 h 37 min 7 s
- 5e Saint en 1 h 51 min 55 s
- 6e Henderson en 2 h 30 min 45,2 s
- 7e Hamersley en 2 h 41 min 23 s

Le classement du trophée Trophée Shell était le suivant : Hamersley, Draper, Nisbet, Manton, Gathergood, Saint et Henderson.

## Sources
1. ↑  Flight 8 juin 1912 p.520
2. 1 2  Flight 15 juin 1912 p.532
3. 1 2 3 4  Flight 15 juin 1912 p.533
4. ↑  Flight 22 mai 1914 p.534
5. 1 2  Flight 20 septembre 1913, P.1031
6. 1 2  Flight 27 septembre 1913, P.1063
7. 1 2  Flight 27 septembre 1913, p.1064
8. ↑  Flignt 22 mai 1914 p.534
9. 1 2  Flight 5 juin 1914 p.593
10. ↑  Flight 12 juin 1914 p.620
11. 1 2  Flight 12 juin 1914 p.621
12. ↑  Flight 19 juin 1919, p.807
13. ↑  Flight 26 juin 1919 p.839
14. ↑  Flight 26 juin 1919, p.837
15. ↑  Flight 26 juin 1919 p.838